# Bad Essen
Bad Essen är en kommun och ort i Landkreis Osnabrück i förbundslandet Niedersachsen i Tyskland.